# Phallobata
Phallobata är ett släkte av svampar. Phallobata ingår i familjen Trappeaceae, ordningen Hysterangiales, klassen Agaricomycetes, divisionen basidiesvampar och riket svampar.
|            | Trappea                           |
|            |                                   |
| Phallobata | \| \| Phallobata alba \| \| \| \| |
|            | \| \| Phallobata alba \| \| \| \| |
|            | Phallobata alba                   |
|            |                                   |

|  | Phallobata alba |
|  |                 |